# Bussa (Sprache)
Bussa (oder Muusiye) ist eine ostkuschitische Sprache, die im Woreda Dirashe der Region der südlichen Nationen, Nationalitäten und Völker in Südäthiopien von 6624 Menschen (laut Zählung im Jahr 1998) gesprochen wird.
Die Sprecher selbst nennen ihre Sprache Mossittaata. Es kann zwischen den Varianten Nord- und West-Bussa unterschieden werden.
Bussa ist stark von den umliegenden kuschitischen und omotischen Sprachen beeinflusst und sollte laut Gurmu (2005) als bedrohte Sprache angesehen werden. Sprecher des Nordbussa wechseln zum Oromo, Kidole (Diraytata) oder Amharischen, wohingegen Sprecher des Westbussa zu den omotischen Sprachen Zargulla, Zayse und Gamo wechseln. Wichtige Gründe hierfür sind Heirat mit anderen ethnischen Gruppen und starker Kontakt mit benachbarten Leuten.